# Пепелац

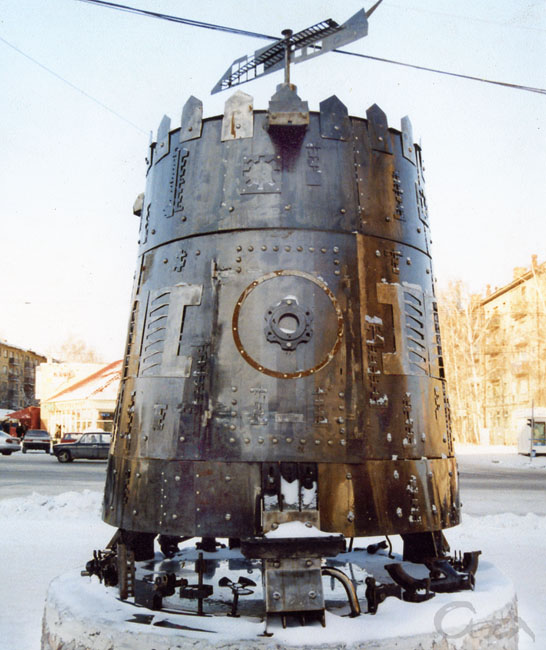
Модель пепелаца

Пепела́ц (от груз. პეპელა [pʼɛpʼɛlɑ] — «бабочка») — фантастический летательный аппарат, созданный художником Теодором Тэжиком для кинофильма «Кин-дза-дза!». Слово пепелац часто используется в русской разговорной речи, например, многие употребляют это слово, ласково (гордо) обозначая свой автомобиль. Иногда словом пепелац называют также летательные аппараты — вертолёты, самолёты малой авиации и тому подобное. Задолго до выхода фильма «Кин-дза-дза!» главный герой фильма «Мимино» по-грузински называет свой вертолёт пе́пела («бабочка»), режиссёр обоих фильмов — Георгий Данелия.

## Устройство пепелаца
Пепелац представляет собой летательный аппарат цилиндрической или яйцевидной формы высотой 5—6 метров и диаметром 2,5—3 метра. В верхней части пепелаца находится небольшая, 1,5—2 метра, посаженная на ось перекладина, вращающаяся во время полёта (её вращение прекращается в момент посадки и возобновляется при взлёте).

Транспортировка гражданского цилиндрического пепелаца

Для транспортировки по поверхности планеты пепелац не приспособлен, но может быть оборудован колёсами. Оборудование колёсами — крайне редко применяемая на Плюке модернизация. Скорее всего это связано с бедностью владельца, который не всегда может иметь при себе достаточный запас луца (топлива для пепелаца), поэтому она может быть использована в качестве особой приметы при розыске пепелаца эцилоппами. Масса пепелаца, несмотря на размеры, скорее всего невелика — четыре человека могут транспортировать его на колёсах по вязкой поверхности (пустыне) (см. фото).

Катапультируемое помещение пепелаца Уэфа и Би

В пепелаце могут иметься аварийные катапульты. Так, в пепелаце Уэфа и Би — две катапульты. Как минимум одна из этих катапульт совмещена с туалетом (для смыва используется песок). Катапультирование возможно как при горизонтальном полёте (в пределах атмосферы планеты), так и при пролёте рядом с планетой на её поверхность. Возможно также принудительное катапультирование нажатием на каппу рядом с одним из сидений пепелаца (слева от сидящего). Катапульта оборудована системой, значительно снижающей или даже полностью исключающей перегрузки на находящихся в ней людей при её ускорении и замедлении.
Для замедления движения пепелаца используется тормозная система, принцип действия которой неизвестен. Работа тормозной системы требует тормозной жидкости, причём достоверно неизвестно, является ли она расходным материалом или используется в некой замкнутой системе (например, в гидравлическом приводе). Жидкость пригодна для употребления внутрь, по крайней мере, чатланами.

## Топливо
Для полёта пепелац использует топливо, называемое луц. Луц получают из воды; возможен и обратный процесс — получение воды из луца. Луц на Плюке приобретается на так называемых луцеколонках (которые бывают «с автоматом» и «с женщиной, которая может скидку сделать») в неделимых зарядах (стоимость одного заряда 10 чатлов, при этом луц можно покупать только целыми зарядами — имея 7 чатлов, купить луц невозможно). Одного заряда достаточно для горизонтального полёта на расстояние, как минимум, в 160 км.

## Виды полёта
Пепелац может совершать как космические полёты, так и полёты в атмосфере планеты. Для космических полётов пепелацу требуется гравицаппа.

### Полёт без гравицаппы
Без гравицаппы пепелац способен совершать полёты в атмосфере с низкой скоростью. Полёт осуществляется на небольшой высоте над поверхностью планеты без видимых наклонов корпуса, время подъёма на заданную высоту — 2—3 секунды.
Оценочная крейсерская скорость пепелаца 100—150 км/ч, высота полёта — 30—100 м. По-видимому, необходимости в полётах на бо́льшей высоте нет, так как горы на Плюке, скорее всего, отсутствуют.
В данном режиме пепелац не способен выйти за некоторые пределы околопланетного пространства.

### Полёт с гравицаппой
Гравицаппа — внепланетный привод пепелаца. Устанавливается в так называемую цаппу, которая выглядит как ржавая гайка (или, возможно, находится под ней). Для запуска двигателя в режим космического полёта на цаппу необходимо нажать. При наличии гравицаппы пепелац способен совершать практически мгновенные перемещения во Вселенной (или, по крайней мере, между галактиками или даже Метагалактиками), напоминающие телепортацию. В зависимости от дальности предполагаемого межпланетного или межзвёздного путешествия увеличивается время, необходимое для предварительного «разогрева» пепелаца, которое может достигать нескольких минут. Затрачиваемое на само перемещение время не превышает пяти секунд. Имеется также ограничение на дальность космических полётов. В частности, даже оснащённый гравицаппой пепелац может перемещаться только между галактиками, находящимися в тентуре, но попасть в галактики, которые находятся в антитентуре, он не может.

## Характеристика пепелаца в фильме
- Ну, гравицаппа — это то, без чего пепелац может только так летать, а с гравицаппой в любую точку Вселенной фьють — за пять секунд.
- Ребят, как же это вы без гравицаппы пепелац выкатываете из гаража? Это непорядок…
- — Земля в антитентуре, родной. И мы до неё никак долететь не можем, понимаешь?
 — Как это так?
 — Так. Мне всю жизнь не везло.
 — Не может пепелац на Землю попасть. И хватит трепаться, ясно? Пошли планету делить.
- Гадюшник с колёсиками сюда, ку!

## Изготовление и съёмка в фильме
Изначально пепелац был изготовлен художником-постановщиком фильма Теодором Тэжиком в виде макета высотой около трёх метров, однако этот макет в съёмках фильма задействован не был. По воспоминаниям Георгия Данелии, мастерские киностудии «Мосфильм» отказались изготавливать пепелац. Для его изготовления Теодор Тэжик использовал хвостовую часть найденного ими на свалке самолёта Ту-104, после чего покрыл её пенополиуретаном и покрасил, чтобы сделать внешнее покрытие похожим на ржавчину. Дверь и колёса были изготовлены работником «Мосфильма» Александром Батынковым.
Съёмки фильма проходили в Туркмении, в пустыне Каракумы близ города Небит-даг. Фильм должен был сниматься весной, однако произошла ошибка, и груз пепелацев, отправленный на место съёмок по железной дороге, потерялся в пути. По накладным его не нашли, так как в них было написано «груз пепелацы». Соответственно, железнодорожники, не зная, что такое пепелацы, не могли их отыскать. В результате директору «Мосфильма» пришлось подключать КГБ. Пепелацы были найдены лишь спустя полтора месяца во Владивостоке. Из-за этого происшествия фильм, вместо запланированных в пустыне съёмок весной, снимался там летом, в самый разгар летней жары.
Перед съёмкой эпизодов с пепелацем художник Теодор Тэжик счёл, что для большей достоверности пепелац следует покрыть копотью, однако при попытке сделать это с помощью паяльной лампы наружное покрытие из пенополиуретана загорелось.

## Пепелац в современном русском языке
Понятие пепелац в качестве летательного аппарата (например, БПЛА, авиамодели либо космического корабля) или для обозначения сложных технических движущихся устройств широко используется в современных печатных и электронных СМИ и литературе СНГ. Также «пепелацем» в СНГ шуточно (иронически) называют различные (в частности, необычные) автомобили.
- Журнал «Популярная механика» называет американские БПЛА нового поколения GoldenEye 80 «Боевой пепелац: „Золотые глазки“» (2006)[11].
- Новостной портал Мэйл.ру называет российский БПЛА «Vezdelyot air 250» «беспилотный „пепелац“» (2010)[12][13].
- Сайт seti-ceti.ru назвал американский космический корабль компании Blue Origin проекта 2010 года «пепелацем» за внешнюю схожесть с пепелацем[16].
- Вячеслав Капрельянц назвал повесть о высадке США на Луну «Пепелацы в Океане бурь» (2008), где под пепелацами понимаются спускаемые аппараты «Аполлонов»[19].
- Российские блогеры предложили назвать новый автомобиль ООО «Городской автомобиль» холдинга Яровит-Онэксим миллиардера Михаила Прохорова, планировавшийся к выпуску в 2015 году, «Прохор» или «Пепелац»[6].
- Существует музыкальное трио «Пепелац», играющее блюз-рок (2004)[20].
- Существовала музыкальная группа «Пепелац», играющая «странные песни» (2006)[21].
- Существует флеш-игра — «леталка» «Пепелац»[22][23].
- В игре Need for Speed существует патч, в котором дорожная полиция вместо вертолёта летает на пепелаце[24].
- В Анапе[25], Ижевске[26] имеются развлекательные центры «Пепелац» (2000-е — 2011).
- На жаргоне археологов, работающих на раскопках Денисовой пещеры, «пепелацем» называют канатную дорогу, служащую для спуска вынутого грунта из пещеры к реке[27].
- Русскоязычные СМИ называют «пепелацем» прыжковый прототип корабля StarShip от компании SpaceX — StarHopper за внешнее сходство[28][29][30].

## Критика и отзывы
- Журнал «Мир фантастики» поставил пепелац на шестое место в списке «10 самых лучших космических кораблей», добавив, что это самый смешной и нелепый корабль, у которого нет аналогов в мировой фантастике[31].
- Когда в Сети появилось изображение космического корабля «Орёл» без покраски, пользователи интернета узнали в его очертаниях «Пепелац»[32].